# Roma Instaurata
Roma Instaurata ou De Roma Instaurata est un ouvrage d'étude de la topographie de la Rome antique par Flavio Biondo (1388 ? - 1463), Humaniste de la Renaissance italienne.
L'ouvrage, en trois parties, a été publié de 1444 à 1448. La précocité du champ d'étude fait de son auteur un des pères de l'archéologie.